# Бандирма (корабель)
«Бандирма́» (туркм. Bandırma Vapuru) — корабель-музей, встановлений на вічну стоянку в турецькому місті Самсун. Був побудований в Шотландії в 1878 році, а 1894 року увійшов до складу торгового флоту Туреччини. До цього корабель ходив під британським і грецькими прапорами.
Корабель прославився завдяки тому, що в 1919 році доставив Ататюрка в Самсун. Висадка Ататюрка в Самсуні стала початком турецької революції. У 1924 році корабель був списаний, а в 1925 році зданий на брухт.
У зв'язку з важливою роллю корабля для турецької історії влада Самсуна ухвалила рішення відбудувати корабель заново. У 2000—2001 роках була побудована копія історичного судна, а з 2003 року «Бандирма» функціонує як музей.